# Rolloverkabel
Ein Rollover-Kabel ist ein Netzwerkkabel zum Verbinden eines Computers mit dem Konsolenport eines Netzwerkgeräts, z. B. eines Routers, eines Access Points oder einer Firewall. Es handelt sich hierbei um ein proprietäres Format der Cisco Systems, Inc. als Alternative zu dem neunpoligen Stecker der seriellen Schnittstelle. Das Kabel ist in der Regel flach und blau und ist mit RJ-45-Steckern versehen. Man erkennt es daran, dass der Anschluss auf einem Ende auf dem Kopf steht. Es wird üblicherweise für Wartungsaufgaben an Netzwerkgeräten verwendet.